# Каспер Рууд
Каспер Рууд (англ. Casper Ruud; нар. 22 грудня 1998) — норвезький професійний тенісист. Перший норвежець, який виграв титул ATP і вийшов у півфінал турнірів ATP Tour Masters 1000. Найкращий норвезький гравець в історії ATP (перевершив свого батька Крістіана Рууда), маючи найвищий рейтинг в одиночному розряді № 2, якого досягнув у вересні 2022 року. Його рейтинг парного рейтингу серед кар'єрних позицій — 174, досяг 22 лютого 2021 року.

## Кар'єра

### Юніорський теніс
Рууд вийшов у третій раунд одиночного змагання серед відкритих чемпіонатів Франції 2015 року, програвши Корентену Деноллі. Він також вийшов у третій раунд одиночного розряду відкритих чемпіонатів США 2015 року та в другий раунд одиночного розряду хлопців Вімблдону 2015 року. Це було найкращими виступами в одиночному розряді на відповідних змаганнях з юніорського Великого шлема під час юніорської кар'єри.
У парному розряді хлопців Вімблдону 2015 року Рууд пройшов до півфіналу разом із партнером Міоміром Кецмановичем, а потім програв Лі Хоангу Наму та Суміту Нагалу, які продовжували вигравати турнір. Вони були нокаутовані в першому раунді парного розряду відкритих чемпіонатів США 2015 року. У 2016 році Рууд і Кецманович дійшли до півфіналу парного розряду серед хлопців у парному розряді 2016 року, перш ніж були вибиті Юсефом Хоссам і Юрабеком Карімовим.

### 2016: Підняття рейтингу та перша перемога ATP Челленджер
Рууд розпочав рік з того, що 4 січня був №1 серед юніорів, що зробило його першим норвежцем, який це зробив. 
На сезон 2016 року Рууд поставив свої цілі щодо участі у ф'ючерсних турнірах, щоб зіграти більше у старшому тенісі і почати підніматися в рейтингу ATP. У лютому він зіграв свій перший фінал у ф'ючерсах, фінал якого він закінчив перемогою проти Карлоса Табернера в Пагері, Іспанія.
З тих пір він грав ще чотири фінали, вигравши один з них проти Мікаеля Торпегаарда в Кааріна, Фінляндія в серпні. 
У вересні 2016 року, у своєму першому в історії турнірі ATP Челленджер, Рууду вдалося виграти Кубок Севільї після перемоги над Таро Даніелем у фіналі.  Перемігши у своєму дебюті, Рууд став четвертим наймолодшим з усіх, хто коли-небудь це робив.  У турнірі він зафіксував свої перші перемоги над гравцями, які ввійшли до топ-150. У чвертьфіналі він нокаутував першого насінника Іньїго Сервантеса, котрий на той час займав №75 за рейтингом ATP. Завдяки своїй перемозі в дебюті Челленджера, Рууд отримав вайлд-кард на Chengdu Open 2016, свій перший турнір ATP World Tour 250. У першому раунді Рууд програв Віктору Троїцькому.
Рууд також пройшов кваліфікацію на юніорському мастерстві ITF, де дійшов до фіналу, програвши Гонг Сонг-чану.
Рууд закінчив 2016 рік із високим рейтингом у кар'єрі 225 у рейтингу ATP. 

### 2017: півфінал ATP 500 та дебют ATP Masters 1000
Вразивши в 2016 році та піднявшись у рейтингу ATP, Рууд програв у третьому та останньому кваліфікаційному раунді Відкритого чемпіонату Австралії 2017 року Рейлі Опелька. Потім Рууд отримав підстановочний знак на події ATP 500 Rio Open 2017, де він переміг Роджеріо Дутра Сільву, Роберто Карбалеса Баену і Тіаго Монтейро, щоб вийти у свій перший півфінал рівня ATP. Це зробило його наймолодшим у півфіналі ATP 500 з часів Борна Чорича в 2014 році в Швейцарії. У півфіналі Рууда було розгромлено Пабло Карреньо Бустою, але він досяг рейтингу 133 у кар'єрі. Рууд отримав підстановочний знак на Відкритому чемпіонаті Маямі в 2017 році, відзначивши свою першу появу на турнірі ATP Masters 1000.

### 2018 рік: дебюти на Великому шлемі
У 2018 році Рууд пройшов перший турнір Великого шолома на Відкритому чемпіонаті Австралії у 2018 році після проходження кваліфікаційних змагань. Це зробило його першим норвежцем, який за 17 років претендував на будь-який основний розіграш Великого шолома.  Він виграв перший тур у Квентіна Галиса, а потім програв проти Дієго Шварцмана у другому. Він знову програв Шварцману на відкритому чемпіонаті Ріо. Пізніше в сезоні він демонстрував безперервну добру форму і за два тижні дійшов до двох фіналів ATP Челленджер. Перший він програв проти італійця Джанлуїджі Квінзі у Франкавілла-аль-Маре, а потім через два тижні програв Педро Соусі на Бразі Опен. Обидва суперники грали на рідній землі. Кілька тижнів по тому Рууд продовжив свою добру форму і вперше пройшов кваліфікацію до основного розіграшу Відкритого чемпіонату Франції після проходження кваліфікації, не програвши сету. У першому турі він переміг Джордана Томпсона, щоб зрівнятися з його досягненнями на попередньому слемі в Мельбурні.  У другому турі він програв проти насіяного гравця Альберта Рамоса Віньоласа. У липні він домігся найбільшої перемоги у своїй кар'єрі на сьогоднішній день, коли обіграв захисника чемпіона, колишнього номер 3 світу та поточний номер світу 39, Девіда Феррера в прямих сетах на Відкритому чемпіонаті Швеції 2018 року. Пізніше того ж року Рууд вперше пройшов кваліфікацію на Відкритий чемпіонат США, пройшовши кваліфікацію, не скидаючи сету. У першому раунді він програв Гвідо Пелле. Після того, як після літа намагався знайти послідовність у своїй формі, Рууд завершив сезон 2018 року, дійшовши до півфіналу трьох поспіль турнірів Челленджера, що наблизило його до найвищого рейтингу ATP в кар'єрі, виходячи в новий сезон під номером 112.

### 2019: Топ-100 і прорив в ATP Tour
У сезоні 2019 року Рууд програв у першому кваліфікаційному раунді на Відкритому чемпіонаті Австралії, але пройшов кваліфікацію на Ріо-Open у 2019 році та переміг у Карлоса Берлокка та п'ятого посіву Жоау Соузи, а потім програв Ласло Джере у двох сетах. Результат побачив, що він піднявся до високого рейтингу 108 у кар'єрі. Наступного тижня він дійшов до півфіналу Brasil Open 2019, обігравши Тіаго Монтейро, головних насінників Жоау Соузу та Уго Деллієна, а потім програв Крістіану Гаріну в двох сетах. Результат означав, що Рууд вперше у своїй кар'єрі піднявся до топ-100 рейтингу ATP наступного тижня з рейтингом 94.
У квітні на чемпіонаті США з глинистого корту для чоловіків Рууд вийшов у свій перший у історії фінал рівня ATP Tour. У фіналі він програв Крістіану Гаріну, хоча його результат означав, що він скопіював свого батька Крістіана Рууда, потрапивши у фінал турніру ATP Tour, будучи єдиним із двох норвежців, які зробили це.
На Відкритому чемпіонаті Італії 2019 року Рууд виграв свій перший матч на турнірі ATP Tour Masters 1000. Пройшовши кваліфікацію, він продовжив бити Дана Еванса та Ніка Киріоса, а потім програв у третьому раунді Хуану Мартіну дель Потро в прямих сетах. На Відкритому чемпіонаті Франції 2019 року Рууд обіграв Ернеста Гульбіса та 29-го насінника Маттео Берреттіні, а потім програв у прямих сетах проти Роджера Федерера в третьому раунді. Рууд також вийшов у другий раунд на парному змаганні разом з Міоміром Кецмановичем, після того як нокаутував колишніх переможців та 12-го насінника Івана Додіга та Едуарда Роже-Васслена, а потім програв у трьох сетах Федеріко Дельбонісу та Гільєрмо Дурану.
У липні Рууд зіграв свій перший чемпіонат Вімблдону на Вімблдоні-2019, програвши в першому турі дев'ятому насіннику Джону Ізнеру. На відкритому турнірі Generali 2019 Кіцбюель Рууд пройшов у півфінал після перемоги над Пабло Карреньо Бустою, Маттіасом Бакінгером та Пабло Куевасом, а потім програв Альберту Рамосу Віньоласу. На Відкритому чемпіонаті США 2019 Рууд знову об'єднався з Міоміром Кецмановичем у парному розряді. Вони вийшли в третій раунд після вилучення третіх насінників Рейвена Клаасена та Майкла Венери у другому раунді. На відкритому чемпіонаті Санкт-Петербурга 2019 Рууд пройшов чвертьфінал, а потім програв у трьох сетах Борна Чоричу. Після свого найкращого сезону на даний момент Рууд пройшов кваліфікацію до фіналу ATP наступного покоління 2019 року, де був нокаутований у круговій серії.

### 2020: Перший титул ATP, перший півфінал ATP Masters 1000 та дебют у Топ-25
На Кубку АТР 2020 Рууд привів Норвегію до перемоги над США з рахунком 2:1 у матчі першого раунду, обігравши Джона Існера в трьох жорстких сетах, перш ніж об'єднатися з Віктором Дурасовичем, щоб перемогти Остіна Крайчека та Ражіва Рама в парному розряді. У другому турі Робін в одиночному поєдинку Рууд обіграв світовий номер. 12 Фабіо Фогніні в прямих сетах.
У лютому Рууд пробився до фіналу Відкритого чемпіонату Аргентини 2020, де переміг Педро Соузу у фіналі, ставши таким чином першим тенісистом з Норвегії, який виграв титул ATP туру, а також виступив у більш ніж одному фіналі ATP Tour. У той же час він перевершив рейтинг свого батька Крістіана 39 в рейтингу ATP, встановивши новий рекорд як найвищий норвезький гравець в історії ATP з рейтингом 34 наступного тижня.
Через два тижні після свого першого титулу Рууд вийшов у фінал відкритого Чилі 2020, але програв у трьох сетах проти Тіаго Сейбота Вайлда.
На відкритому чемпіонаті США 2020 року він дійшов до третього раунду, перемігши Маккензі Макдональда в п'ятисерійному матчі в першому раунді. Потім у другому турі він зіткнувся з Емілем Руусувуорі, який пішов у відставку у третьому сеті. Рууд перейшов у третій раунд, але зазнав поразки в прямих сетах від Маттео Берреттіні.  
На Відкритому чемпіонаті Італії 2020 року Рууд здобув чотири перемоги в матчі, включаючи перемогу в чвертьфіналі над гравцем 10 найкращих гравців Маттео Берреттіні, щоб вийти в півфінал цього турніру як перший норвежець в історії, знову перевершивши рекорд свого батька Крістіана Рууда, який вийшов у чвертьфінал Монте Карло в 1997 році. Потім Каспер програв у двох сетах Новаку Джоковичу в півфіналі.  Результат підняв його до нового кар'єрного максимуму - 30 на наступному тижні. Наступний тиждень черговий півфінал на відкритому чемпіонаті Європи у Гамбурзі 2020 року підняв його до 25 місця в рейтингу. На відкритому чемпіонаті Франції 2020 року Рууд знову потрапив у 3-й тур, де його тоді переміг Домінік Тім.

### 2021: Два титули ATP, два півфінали ATP Masters 1000 та дебют у топ-15
На відкритому чемпіонаті Австралії 2021 Рууд вперше пройшов до четвертого раунду на Великому шоломі. Він переміг Джордана Томпсона, Томмі Пола та Раду Альбота, перш ніж вийти на пенсію проти Андрія Рубльова після програшу перших двох сетів. Результат зрівнявся з найкращим місцем його батька на Відкритому чемпіонаті Австралії та Великому шоломі. Рууд також піднявся до високого рейтингу в кар'єрі No24. Кілька тижнів потому він вийшов до чвертьфіналу в Акапулько, але ще раз знявся через травму перед початком його матчу проти Олександра Звєрєва.
У 2021 році Мастерс Монте-Карло Рууд записав свою другу перемогу в топ-10, обігравши Дієго Шварцмана в прямих сетах у другому раунді. Потім він переміг Пабло Карреньо Бусту та захисника чемпіона Фабіо Фогніні, щоб дійти до свого другого півфіналу Мастерс 1000, де програв Андрію Рубльову.
У 2021 році BMW Open Рууд дійшов до півфіналу, а потім програв поспіль Ніколозу Басилашвілі.
На відкритому в 2021 році Mutua Madrid Open Рууд зафіксував свою першу перемогу в топ-5 у третьому раунді, перемігши Стефаноса Ціціпаса в прямих сетах. Далі він записав пряму перемогу в сетах у чвертьфіналі над Олександром Бубліком, щоб дійти до свого третього поспіль півфіналу ATP Masters 1000 на ґрунті. У півфіналі він програв Маттео Берреттіні. В результаті виступу в Мадриді Рууд вперше у своїй кар'єрі увійшов до топ-20, піднявшись до нового рейтингу No16 у кар'єрі.
На Відкритому чемпіонаті Женеви 2021 року Рууд дійшов до свого четвертого поспіль півфіналу в ATP Tour, а потім дійшов до свого першого фіналу в році та 4-го фіналу в кар'єрі, перемігши Пабло Андухара в прямих сетах. Він переміг Дениса Шаповалова в прямих сетах, щоб виграти свій другий титул ATP.
На чемпіонаті Вімблдону 2021 року Рууд та його партнер Андре Геранссон вийшли у чвертьфінал турніру серед чоловіків у парному розряді.
На Відкритому чемпіонаті Швеції 2021 року Рууд виграв свій другий титул у році та загальний третій, обігравши у фіналі Федеріко Корію. 

### Кубок Девіса
Він став частиною збірної Норвегії з Кубку Девіса в 2015 році, і разом із земляком Віктором Дурасовичем просунув Норвегію з Європи третьої групи до Зони Європи / Африки . 
У Кубку Девіса 2016 року Рууд і Дурасович у першому раунді програли Литві 3–2. У плей-офф вони обіграли Люксембург з рахунком 3:2, щоб залишитися у зоні другої групи Європа / Африка.  Норвегія залишалася в зоні Європи / Африки другої групи в 2017 і 2018 роках, перш ніж у 2019 році виграла поєдинок з Грузією, забезпечивши їм місце в плей-офф Світової групи I в результаті змін у форматі Кубку Девіса. Вони виграли плей-офф проти Барбадосу та потрапили до першої світової групи.

## Особисте життя
Рууд — син колишнього тенісиста Крістіана Рууда. Він виріс в Снаройя в Беруме. Рафаель Надаль був його тенісним кумиром. 

## Фінал турніру Великого шлема

### Одиночні: 3
| Результат | Рік  | Турнір        | Поверхня | Опонент         | Рахунок                 |
| --------- | ---- | ------------- | -------- | --------------- | ----------------------- |
| Поразка   | 2022 | Roland Garros | Грунт    | Рафаель Надаль  | 3–6, 3–6, 0–6           |
| Поразка   | 2022 | US Open       | Гард     | Карлос Алькарас | 4–6, 6–2, 6–7(1–7), 3–6 |
| Поразка   | 2023 | Roland Garros | Грунт    | Новак Джокович  | 6–7(1–7), 3–6, 5-7      |

## Фінали турнірів ATP

### Одиночний розряд: 25 (13 титулів, 12 поразок)
| Легенда                      |
| ---------------------------- |
| Турніри Великого шлему (0–3) |
| Фінал ATP (0–1)              |
| Тур ATP Мастерс 1000 (1–2)   |
| Тур ATP 500 (1–2)            |
| Тур ATP 250 (11–4)           |

| Фінали за покриттям |
| ------------------- |
| Тверде (1–6)        |
| Ґрунт (12–6)        |
| Трава (0–0)         |

| Фінали за умовами |
| ----------------- |
| Під небом (13–10) |
| У залі (0–2)      |

| Результат | В-П   | Дата     | Турнір                                          | Tier         | Покриття    | Опонент                    | Рахунок                 |
| --------- | ----- | -------- | ----------------------------------------------- | ------------ | ----------- | -------------------------- | ----------------------- |
| Поразка   | 0–1   | Кві 2019 | U.S. Men's Clay Court Championships, США        | ATP 250      | Ґрунт       | Крістіан Гарін             | 6–7(4–7), 6–4, 3–6      |
| Перемога  | 1–1   | Лют 2020 | Argentina Open, Аргентина                       | ATP 250      | Ґрунт       | Педро Соуза                | 6–1, 6–4                |
| Поразка   | 1–2   | Бер 2020 | Chile Open, Чилі                                | ATP 250      | Ґрунт       | Тьягу Сейбот Вілд          | 5–7, 6–4, 3–6           |
| Перемога  | 2–2   | Тра 2021 | Geneva Open, Швейцарія                          | ATP 250      | Ґрунт       | Денис Шаповалов            | 7–6(8–6), 6–4           |
| Перемога  | 3–2   | Лип 2021 | Swedish Open, Швеція                            | ATP 250      | Ґрунт       | Федеріко Корія             | 6–3, 6–3                |
| Перемога  | 4–2   | Лип 2021 | Swiss Open Gstaad, Швейцарія                    | ATP 250      | Ґрунт       | Юґо Ґастон                 | 6–3, 6–2                |
| Перемога  | 5–2   | Лип 2021 | Austrian Open Kitzbühel, Австрія                | ATP 250      | Ґрунт       | Педро Мартінес             | 6–1, 4–6, 6–3           |
| Перемога  | 6–2   | Жов 2021 | San Diego Open, США                             | ATP 250      | Тверде      | Кемерон Норрі              | 6–0, 6–2                |
| Перемога  | 7–2   | Лют 2022 | Аргентина Open, Аргентина (2)                   | ATP 250      | Ґрунт       | Дієго Шварцман             | 5–7, 6–2, 6–3           |
| Поразка   | 7–3   | Кві 2022 | Відкритий чемпіонат Маямі з тенісу, США         | Masters 1000 | Тверде      | Карлос Алькарас            | 5–7, 4–6                |
| Перемога  | 8–3   | Тра 2022 | Geneva Open, Швейцарія (2)                      | ATP 250      | Ґрунт       | Жуан Соуза                 | 7–6(7–3), 4–6, 7–6(7–1) |
| Поразка   | 8–4   | Чер 2022 | Відкритий чемпіонат Франції з тенісу, Франція   | Grand Slam   | Ґрунт       | Рафаель Надаль             | 3–6, 3–6, 0–6           |
| Перемога  | 9–4   | Лип 2022 | Swiss Open, Швейцарія (2)                       | ATP 250      | Ґрунт       | Маттео Берреттіні          | 4–6, 7–6(7–4), 6–2      |
| Поразка   | 9–5   | Вер 2022 | Відкритий чемпіонат США з тенісу, США           | Grand Slam   | Тверде      | Carlos Alcaraz             | 4–6, 6–2, 6–7(1–7), 3–6 |
| Поразка   | 9–6   | Лис 2022 | Фінал ATP, Італія                               | Фінали       | Тверде (i)  | Новак Джокович             | 5–7, 3–6                |
| Перемога  | 10–6  | Кві 2023 | Estoril Open, Португалія                        | ATP 250      | Ґрунт       | Міомір Кецмановіч          | 6–2, 7–6(7–3)           |
| Поразка   | 10–7  | Чер 2023 | French Open, Франція                            | Grand Slam   | Ґрунт       | Новак Джокович             | 6–7(1–7), 3–6, 5–7      |
| Поразка   | 10–8  | Лип 2023 | Swedish Open, Швеція                            | ATP 250      | Ґрунт       | Андрій Рубльов             | 6–7(3–7), 0–6           |
| Поразка   | 10–9  | Лют 2024 | Los Cabos Open, Мексика                         | ATP 250      | Тверде      | Джордан Томпсон            | 3–6, 6–7(4–7)           |
| Поразка   | 10–10 | Бер 2024 | Abierto Mexicano TELCEL, Мексика                | ATP 500      | Тверде      | Алекс де Мінор             | 4–6, 4–6                |
| Поразка   | 10–11 | Кві 2024 | Мастерс Монте-Карло, Франція                    | Masters 1000 | Ґрунт       | Стефанос Ціціпас           | 1–6, 4–6                |
| Перемога  | 11–11 | Кві 2024 | Відкритий чемпіонат Барселони з тенісу, Іспанія | ATP 500      | Ґрунт       | Стефанос Ціціпас           | 7–5, 6–3                |
| Перемога  | 12–11 | Тра 2024 | Geneva Open, Швейцарія (3)                      | ATP 250      | Ґрунт       | Томаш Махач                | 7–5, 6–3                |
| Поразка   | 12–12 | Лют 2025 | Dallas Open, США                                | ATP 500      | Тверде (i)  | Денис Шаповалов (тенісист) | 6–7(5–7), 3–6           |
| Перемога  | 13–12 | Кві 2025 | Mutua Madrid Open                               | ATP 1000     | Ґрунт (red) | Джек Дрейпер               | 7–5, 3–6, 6–4           |

## Фінали Челленджерів та ф’ючерсів

### Одиночний розряд (3–6)
| Легенда               |
| --------------------- |
| Челленджери ATP (1–2) |
| Ф'ючерси ITF (2–4)    |

| Перемоги за поверхнею |
| --------------------- |
| Хард (0–2)            |
| Трава (0–0)           |
| Глина (3–4)           |
| Килим (0–0)           |

| Перемоги за місцем матчу    |
| --------------------------- |
| На відкритому повітрі (3–5) |
| У приміщенні (0–1)          |

| Результат | Дата             | Турнір                              | Рівень    | Поверхня | Суперник           | Рахунок                   |
| --------- | ---------------- | ----------------------------------- | --------- | -------- | ------------------ | ------------------------- |
| Перемога  | Лютий 2016 р.    | Іспанія F3, Пагера                  | Ф'ючерси  | Глина    | Карлос Табернер    | 2–6, 7–6 (13–11), 6–0     |
| Поразка   | Березень 2016 р. | США F10, Бейкерсфілд                | Ф'ючерси  | Хард     | Майкл Ммо          | 4–6, 7–6 (7–5), 1–6       |
| Поразка   | Травень 2016 р.  | Італія F10, Санта-Маргарита-ді-Пула | Ф'ючерси  | Глина    | Стефанос Ціципас   | 3–6, 7–6 (7–2), 6–7 (2–7) |
| Поразка   | Липень 2016 р.   | Бельгія F6, Knokke                  | Ф'ючерси  | Глина    | Даніель Альтмаєр   | 7–6 (7–3), 1–6, 6–7 (3–7) |
| Перемога  | Серпень 2016 р.  | Фінляндія F1, Кааріна               | Ф'ючерси  | Глина    | Мікаель Торпегоард | 6–3, 4–6, 6–0             |
| Перемога  | Вересень 2016 р. | Севілья, Іспанія                    | Челенджер | Глина    | Таро Даніель       | 6–3, 6–4                  |
| Поразка   | Листопад 2016 р. | Норвегія F3, Осло                   | Ф'ючерси  | Хард     | Джанлуїджі Квінзі  | 4–6, 2–6                  |
| Поразка   | Квітень 2018 р.  | Франкавілла аль-Маре, Італія        | Челенджер | Глина    | Джанлуїджі Квінзі  | 4–6, 1–6                  |
| Поразка   | Квітень 2018 р.  | Брага, Португалія                   | Челенджер | Глина    | Педро Соуза        | 0–6, 6–3, 3–6             |

## Графік виконання
(W) виграв; (F) фіналіст; (SF) півфіналіст; (QF) чвертьфіналіст; (#R) раунди 4, 3, 2, 1; (RR) круговий етап; (Q #) кваліфікаційний раунд; (P #) попередній раунд; (А) відсутній; (P) відкладено; (Z #) зональна група Davis / Fed Cup (із зазначенням номера) або плей-офф (PO); (G) золота, (F-S) срібна або (SF-B) бронзова олімпійська медаль; турнір зі зниженням рейтингу (NMS) Masters Series / 1000; (NH) не проводиться. SR = коефіцієнт страйку (перемоги / змагання)
Щоб уникнути плутанини та подвійного підрахунку, ці графіки оновлюються в кінці турніру або після закінчення участі гравця.

### Одиночний розряд
| Турнір                     | 2015          | 2016          | 2017          | 2018          | 2019          | 2020          | 2021 | SR                | В–П               | Перемога%         |
| -------------------------- | ------------- | ------------- | ------------- | ------------- | ------------- | ------------- | ---- | ----------------- | ----------------- | ----------------- |
| Турніри Великого шлему     |               |               |               |               |               |               |      |                   |                   |                   |
| Australian Open            | A             | A             | Q3            | 2R            | Q1            | 1R            | 4R   | 0 / 3             | 4–3               | 57%               |
| French Open                | A             | A             | Q2            | 2R            | 3R            | 3R            | 3R   | 0 / 4             | 7–4               | 64%               |
| Wimbledon                  | A             | A             | A             | Q1            | 1R            | NH            | 1R   | 0 / 2             | 0–2               | 0%                |
| US Open                    | A             | A             | Q2            | 1R            | 1R            | 3R            |      | 0 / 3             | 2–3               | 40%               |
| Виграш–Програш             | 0–0           | 0–0           | 0–0           | 2–3           | 2–3           | 4–3           | 5–3  | 0 / 12            | 13–12             | 52%               |
| Національне представництво |               |               |               |               |               |               |      |                   |                   |                   |
| Summer Olympics            | NH            | A             | Не проводився | Не проводився | Не проводився | Не проводився | A    | 0 / 0             | 0–0               | –                 |
| Davis Cup                  | Z3            | Z2            | Z2            | Z2            | Z2            | W1            | W1   | 0 / 0             | 12–3              | 80%               |
| ATP Cup                    | Не проводився | Не проводився | Не проводився | Не проводився | Не проводився | RR            | A    | 0 / 1             | 2–1               | 67%               |
| Виграш–Програш             | 3–0           | 2–2           | 2–1           | 2–0           | 2–0           | 3–1           | 0–0  | 0 / 1             | 14–4              | 78%               |
| ATP Masters 1000           |               |               |               |               |               |               |      |                   |                   |                   |
| Indian Wells Masters       | A             | A             | A             | Q2            | Q1            | NH            |      | 0 / 0             | 0–0               | –                 |
| Miami Open                 | A             | Q1            | 1R            | Q1            | 1R            | NH            | A    | 0 / 2             | 0–2               | 0%                |
| Monte-Carlo Masters        | A             | A             | 1R            | A             | A             | NH            | SF   | 0 / 2             | 4–2               | 67%               |
| Madrid Open                | A             | A             | Q1            | A             | Q2            | NH            | SF   | 0 / 1             | 4–1               | 80%               |
| Italian Open               | A             | A             | A             | A             | 3R            | SF            | A    | 0 / 2             | 6–2               | 75%               |
| Canadian Open              | A             | A             | A             | A             | A             | NH            |      | 0 / 0             | 0–0               | –                 |
| Cincinnati Masters         | A             | A             | A             | A             | 1R            | 1R            |      | 0 / 2             | 0–2               | 0%                |
| Shanghai Masters           | A             | A             | A             | A             | A             | NH            |      | 0 / 0             | 0–0               | –                 |
| Paris Masters              | A             | A             | A             | A             | 1R            | 1R            |      | 0 / 2             | 0–2               | 0%                |
| Виграш–Програш             | 0–0           | 0–0           | 0–2           | 0–0           | 2–4           | 4–3           | 8–2  | 0 / 11            | 14–11             | 56%               |
| Статистика кар'єри         |               |               |               |               |               |               |      |                   |                   |                   |
|                            | 2015          | 2016          | 2017          | 2018          | 2019          | 2020          | 2021 | Кар'єра           | Кар'єра           | Кар'єра           |
| Турніри                    | 0             | 1             | 8             | 9             | 17            | 14            | 13   | Успіх загалом: 62 | Успіх загалом: 62 | Успіх загалом: 62 |
| Титули                     | 0             | 0             | 0             | 0             | 0             | 1             | 2    | Успіх загалом: 3  | Успіх загалом: 3  | Успіх загалом: 3  |
| Фінали                     | 0             | 0             | 0             | 0             | 1             | 2             | 2    | Успіх загалом: 5  | Успіх загалом: 5  | Успіх загалом: 5  |
| Хард Виграш–Програш        | 0–0           | 2–3           | 2–4           | 3–3           | 4–10          | 5–7           | 5–2  | 0 / 25            | 21–29             | 42%               |
| Глина Виграш–Програш       | 0–0           | 0–0           | 5–5           | 5–6           | 19–8          | 17–6          | 20–5 | 3 / 33            | 66–30             | 69%               |
| Трава Виграш–Програш       | 0–0           | 0–0           | 0–0           | 0–0           | 0–1           | 0–0           | 2–2  | 0 / 3             | 2–3               | 40%               |
| Загалом Виграш–Програш1    | 0–0           | 2–3           | 7–9           | 8–9           | 23–19         | 22–13         | 27–9 | 3 / 62            | 89–62             | 59%               |
| Річний рейтинг             | 1139          | 225           | 139           | 112           | 54            | 27            |      | $3,238,343        | $3,238,343        | $3,238,343        |

1 Включаючи матчі  Великого шолома, турніру ATP, літніх Олімпійських ігор та Кубку Девіса.

### Парний розряд
| Турніри Великого шлему     |          |          |          |          |          |          |      |         |         |         |
| Australian Open            | A        | A        | A        | A        | A        | 1R       | 2R   | 0 / 2   | 1–2     | 33%     |
| French Open                | A        | A        | A        | A        | 2R       | 1R       | 1R   | 0 / 3   | 1–3     | 25%     |
| Wimbledon                  | A        | A        | A        | A        | 1R       | NH       | QF   | 0 / 2   | 3–2     | 60%     |
| US Open                    | A        | A        | A        | A        | 3R       | A        |      | 0 / 1   | 2–1     | 67%     |
| Виграш–Програш             | 0–0      | 0–0      | 0–0      | 0–0      | 3–3      | 0–2      | 4–3  | 0 / 8   | 7–8     | 47%     |
| Національне представництво |          |          |          |          |          |          |      |         |         |         |
| Summer Olympics            | NH       | A        | Not Held | Not Held | Not Held | Not Held |      | 0 / 0   | 0–0     | –       |
| Davis Cup                  | Z3       | Z2       | Z2       | Z2       | Z2       | W1       | W1   | 0 / 0   | 4–3     | 57%     |
| ATP Cup                    | Not Held | Not Held | Not Held | Not Held | Not Held | RR       | A    | 0 / 1   | 1–2     | 33%     |
| Виграш–Програш             | 0–0      | 0–2      | 2–1      | 0–0      | 1–0      | 1–2      | 0–0  | 0 / 1   | 4–5     | 44%     |
| ATP Masters 1000           |          |          |          |          |          |          |      |         |         |         |
| Indian Wells Masters       | A        | A        | A        | A        | A        | NH       |      | 0 / 0   | 0–0     | –       |
| Miami Open                 | A        | A        | A        | A        | A        | NH       | A    | 0 / 0   | 0–0     | –       |
| Monte-Carlo Masters        | A        | A        | A        | A        | A        | NH       | A    | 0 / 0   | 0–0     | –       |
| Madrid Open                | A        | A        | A        | A        | A        | NH¨      | 1R   | 0 / 1   | 0–1     | 0%      |
| Italian Open               | A        | A        | A        | A        | A        | A        | A    | 0 / 0   | 0–0     | –       |
| Canadian Open              | A        | A        | A        | A        | A        | NH       |      | 0 / 0   | 0–0     | –       |
| Cincinnati Masters         | A        | A        | A        | A        | A        | 1R       |      | 0 / 1   | 0–1     | 0%      |
| Shanghai Masters           | A        | A        | A        | A        | A        | NH       |      | 0 / 0   | 0–0     | –       |
| Paris Masters              | A        | A        | A        | A        | A        | 2R       |      | 0 / 1   | 1–1     | 50%     |
| Виграш–Програш             | 0–0      | 0–0      | 0–0      | 0–0      | 0–0      | 1–2      | 0–1  | 0 / 3   | 1–3     | 25%     |
| Статистика кар'єри         |          |          |          |          |          |          |      |         |         |         |
|                            | 2015     | 2016     | 2017     | 2018     | 2019     | 2020     | 2021 | Кар'єра | Кар'єра | Кар'єра |
| Турніри                    | 0        | 1        | 0        | 1        | 4        | 5        | 5    | 16      | 16      | 16      |
| Титули / Фінали            | 0–0      | 0–0      | 0–0      | 0–0      | 0–0      | 0–0      | 0–0  | 0 / 0   | 0 / 0   | 0 / 0   |
| Хард Виграш-програш        | 0–0      | 0–3      | 1–1      | 1–0      | 2–2      | 3–5      | 1–1  | 0 / 7   | 8–12    | 40%     |
| Глина Виграш-програш       | 0–0      | 0–0      | 0–0      | 1–1      | 2–1      | 1–2      | 0–2  | 0 / 6   | 4–6     | 40%     |
| Трава Виграш-програш       | 0–0      | 0–0      | 0–0      | 0–0      | 0–1      | 0–0      | 3–2  | 0 / 3   | 3–3     | 50%     |
| Загалом Виграш-програш1    | 0–0      | 0–3      | 1–1      | 2–1      | 4–4      | 4–7      | 4–5  | 0 / 16  | 15–21   | 42%     |
| Річний рейтинг             | –        | 935      | 1188     | 356      | 226      | 188      |      |         |         |         |

1 Включаючи матчі Великого шолома, турніру ATP, літніх Олімпійських ігор та Кубку Девіса.

## Рекорди проти інших гравців

### Рекорди проти 10 найкращих гравців
Рекорд Рууда проти гравців, які потрапили до топ-10. Враховуються лише матчі головного розіграшу туру ATP:
| Гравець               | Рекорд | Перемога% | Хард         | Глина          | Трава        | Останній матч                                             |
| №1 рейтингу гравців   |        |           |              |                |              |                                                           |
| Новак Джокович        | 0–1    | 0%        | 0–0          | 0–1            | 0–0          | Програш (5–7, 3–6) на 2020 Italian Open                   |
| Роджер Федерер        | 0–1    | 0%        | 0–0          | 0–1            | 0–0          | Програш (3–6, 1–6, 6–7(8–10)) на 2019 French Open         |
| №2 рейтингу гравців   |        |           |              |                |              |                                                           |
| Данило Медведєв       | 0–2    | 0%        | 0–1          | 0–0            | 0–1          | Програш (5–7, 1–6) на 2021 Mallorca Championships         |
| №3 рейтингу гравців   |        |           |              |                |              |                                                           |
| Марин Чилич           | 1–0    | 100%      | 0–0          | 1–0            | 0–0          | Перемога (6–2, 7–6(8–6)) на 2020 Italian Open             |
| Давид Феррер          | 1–0    | 100%      | 0–0          | 1–0            | 0–0          | Перемога (7–5, 6–2) на 2018 Swedish Open                  |
| Хаун Потро            | 0–1    | 0%        | 0–0          | 0–1            | 0–0          | Програш (4–6, 4–6) на 2019 Italian Open                   |
| Домінік Тім           | 0–1    | 0%        | 0–0          | 0–1            | 0–0          | Програш (4–6, 3–6, 1–6) на 2020 French Open               |
| №4 рейтингу гравців   |        |           |              |                |              |                                                           |
| Стефанос Ціціпас      | 1–0    | 100%      | 0–0          | 1–0            | 0–0          | Перемога (7–6(7–4), 6–4) на 2021 Mutua Madrid Open        |
| №6 рейтингу гравців   |        |           |              |                |              |                                                           |
| Жиль Сімон            | 1–0    | 100%      | 0–0          | 0–0            | 1–0          | Перемога (6–4, 7–6(7–4)) на 2021 Mallorca Championships   |
| Гаель Монфіс          | 0–1    | 0%        | 0–0          | 0–1            | 0–0          | Програш (4–6, 6–3, 4–6) на 2018 Ecuador Open Quito        |
| №7 рейтингу гравців   |        |           |              |                |              |                                                           |
| Рішар Гаске           | 0–1    | 0%        | 0–0          | 0–1            | 0–0          | Програш (6–7(4–7), 2–6) на 2018 Swedish Open              |
| Андрій Рубльов        | 0–4    | 0%        | 0–1          | 0–3            | 0–0          | Програш (3–6, 5–7) на 2021 Monte-Carlo Masters            |
| №8 рейтингу гравців   |        |           |              |                |              |                                                           |
| Карен Хачанов         | 1–0    | 100%      | 0–0          | 1–0            | 0–0          | Перемога (6–3, 3–6, 6–1) на 2020 Italian Open             |
| Маттео Берреттіні     | 2–2    | 50%       | 0–1          | 2–1            | 0–0          | Виграш (4–6, 4–6) на 2021 Mutua Madrid Open               |
| Джон Ізнер            | 1–1    | 50%       | 1–0          | 0–0            | 0–1          | Перемога (6–7(3–7), 7–6(12–10), 7–5) на 2020 ATP Cup      |
| Дієго Шварцман        | 1–4    | 20%       | 0–2          | 1–2            | 0–0          | Перемога (6–3, 6–3) на 2021 Monte-Carlo Masters           |
| №9 рейтингу гравців   |        |           |              |                |              |                                                           |
| Фабіо Фоніні          | 3–0    | 100%      | 1–0          | 2–0            | 0–0          | Перемога (6–4, 6–3) на 2021 Monte-Carlo Masters           |
| Роберто Баутіста Аґут | 0–1    | 0%        | 0–0          | 0–1            | 0–0          | Програш (4–3, 3–6) на 2018 BMW Open                       |
| №10 рейтингу гравців  |        |           |              |                |              |                                                           |
| Ернестс Гулбіс        | 1–0    | 100%      | 0–0          | 1–0            | 0–0          | Перемога (6–2, 7–67–2, 6–0) на 2019 French Open           |
| Денис Шаповалов       | 1–0    | 100%      | 0–0          | 1–0            | 0–0          | Перемога (7–6(8–6), 6–4) на 2021 Geneva Open              |
| Пабло Карреньо Буста  | 2–1    | 67%       | 0–0          | 2–1            | 0–0          | Перемога (7–6(7–4), 5–7, 7–5) на 2021 Monte-Carlo Masters |
| Загалом               | 16–21  | 43.24%    | 2–5 (28.57%) | 13–14 (48.15%) | 1–2 (33.33%) | :* Статистика Станом на 24 червня 2021.                   |

### Рекорд по відношенню до гравців №11–20
Рекорд Рууда проти гравців, які потрапили до світового рейтингу 11–20. Враховуються лише матчі головного розіграшу туру ATP:
- Пабло Куевас 2–0
- Бенуа Пер 2–0
- Марсель Гранольєрс 1–0
- Нік Киріос 1–0
- Фелікс Оже-Аліассім 1–1
- Альберт Рамос-Віньолас 1–4
- Ніколоз Басілашвілі 0–1
- Борна Чорич 0–1
- Алекс де Мінор 0–1
- Філіпп Кольшрайбер 0–1
- Яннік Сіннер 0–1
- Віктор Троїцький 0–1
- Крістіан Гарін 0–2
- Гвідо Пелла 0–2

* Статистика правильна станом на 31 травня 2021 року.

### Рекорди проти 20 найкращих гравців у всіх турнірах
Рекорд Рууда проти гравців, які зайняли 1–20 місце у світі в матчах ATP Tour (включаючи кваліфікацію), ATP Challenger Tour, ITF Men's Circuit та Cup Davis.
- Фабіо Фоніні 3–0
- Бенуа Пер 3–0
- Пабло Куевас 2–0
- Пабло Карреньо Буста 2–1
- Марин Чилич 1–0
- Давид Феррер 1–0
- Марсель Гранольєрс 1–0
- Ернестс Гулбіс 1–0
- Карен Хачанов 1–0
- Нік Киріос 1–0
- Денис Шаповалов 1–0
- Жиль Сімон 1–0
- Фелікс Оже-Аліассім 2–2
- Маттео Берреттіні 2–2
- Алекс де Мінор 1–1
- Джон Ізнер 1–1
- Стефанос Ціціпас 1–1
- Альберт Рамос Віньолас 1–4
- Дієго Шварцман 1–4
- Роберто Баутіста Аґут 0–1
- Ніколоз Басілашвілі 0–1
- Борна Чорич 0–1
- Хуан Мартін дель Потро 0–1
- Новак Джокович 0–1
- Роджер Федерер 0–1
- Рішар Гаске 0–1
- Давід Ґоффен 0–1
- Філіпп Кольшрайбер 0–1
- Гаель Монфіс 0–1
- Яннік Сіннер 0–1
- Домінік Тім 0–1
- Віктор Троїцький 0–1
- Крістіан Гарін 0–2
- Данило Медведєв 0–2
- Гвідо Пелла 0–2
- Андрій Рубльов 0–4

* Статистика правильна станом на 24 червня 2021 року.

## Виграш 10 найкращих гравців
- Він має 3–10 (23.1%) рекордів проти гравців, які на момент проведення матчу входили до топ-10.

| Сезон    | 2015 рік | 2016 рік | 2017 рік | 2018 рік | 2019 р | 2020 рік | 2021 рік | Усього |
| -------- | -------- | -------- | -------- | -------- | ------ | -------- | -------- | ------ |
| Перемога | 0        | 0        | 0        | 0        | 0      | 1        | 2        | 3      |

| #        | Гравець           | Ранг | Подія                              | Поверхня | Rd | Рахунок             | CR |
| -------- | ----------------- | ---- | ---------------------------------- | -------- | -- | ------------------- | -- |
| 2020 рік |                   |      |                                    |          |    |                     |    |
| 1.       | Маттео Берреттіні | 8    | Відкритий чемпіонат Італії, Італія | Глина    | QF | 4–6, 6–3, 7–6 (7–5) | 34 |
| 2021 рік |                   |      |                                    |          |    |                     |    |
| 2.       | Дієго Шварцман    | 9    | Майстри Монте-Карло, Монако        | Глина    | 2R | 6–3, 6–3            | 27 |
| 3.       | Стефанос Ціципас  | 5    | Мадрид Мастерс, Іспанія            | Глина    | 3R | 7–6 (7–4), 6–4      | 22 |